# Iglesia de San Saturnino (Àrreu)
La iglesia de Sant Serni de Àrreu es el antiguo templo románico del pueblo de Àrreu, en el término municipal de Alto Aneu, en la comarca del Pallars Sobirá (provincia de Lérida). Está situada en el extremo noreste del núcleo de población.
Es un templo de nave única, sin ábside. Tiene un campanario de espadaña de dos ojos sobre la fachada de poniente y  puerta a mediodía. En su interior se conservan tres notables picas románicas, una bautismal, otra de pila de agua bendita y una tercera que permanece empotrada en la pared. Esta última podría haber sido originalmente un sarcófago, pero últimamente servía para guardar los santos óleos.

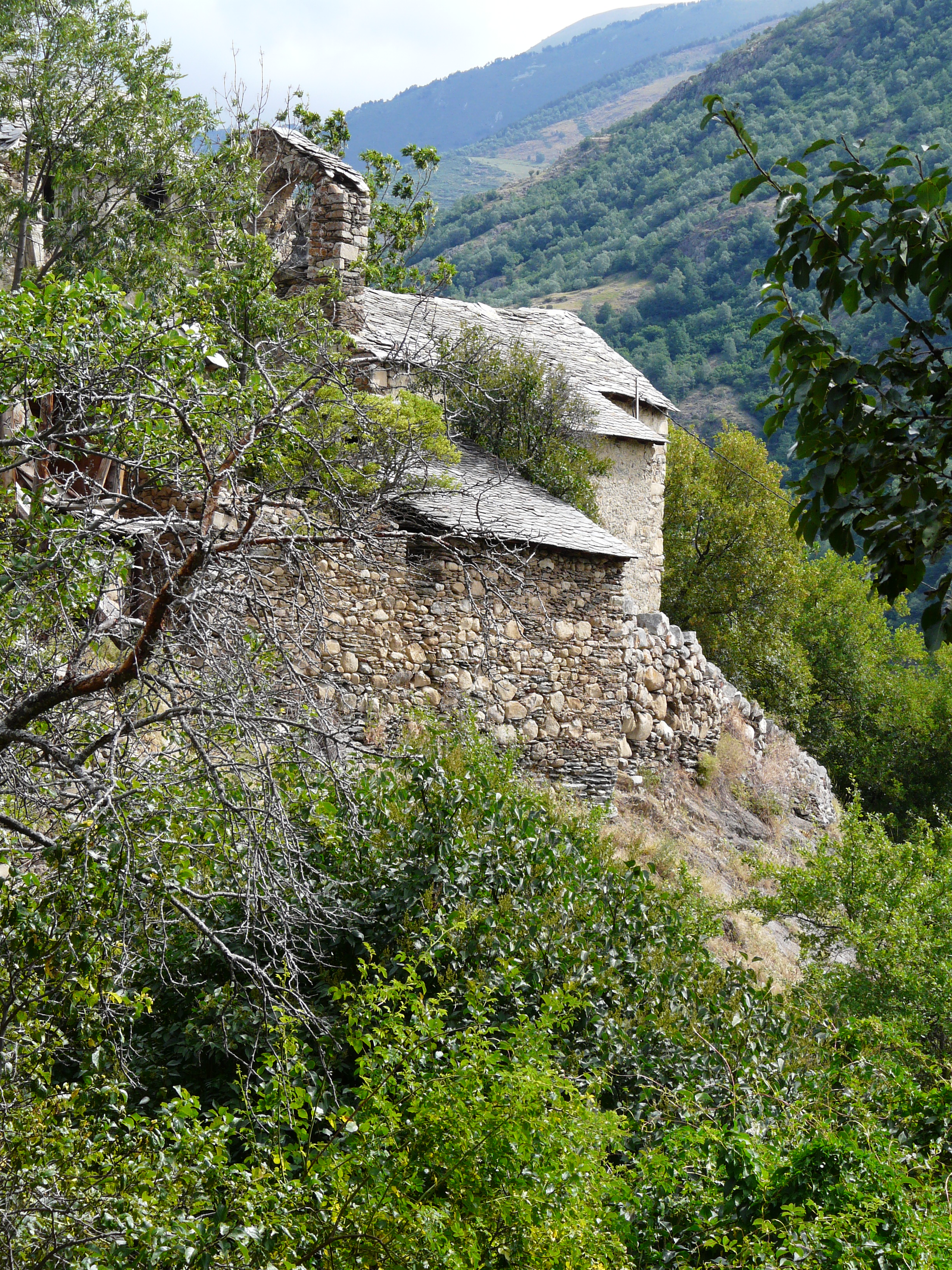
Sant Serni desde el sud-oeste
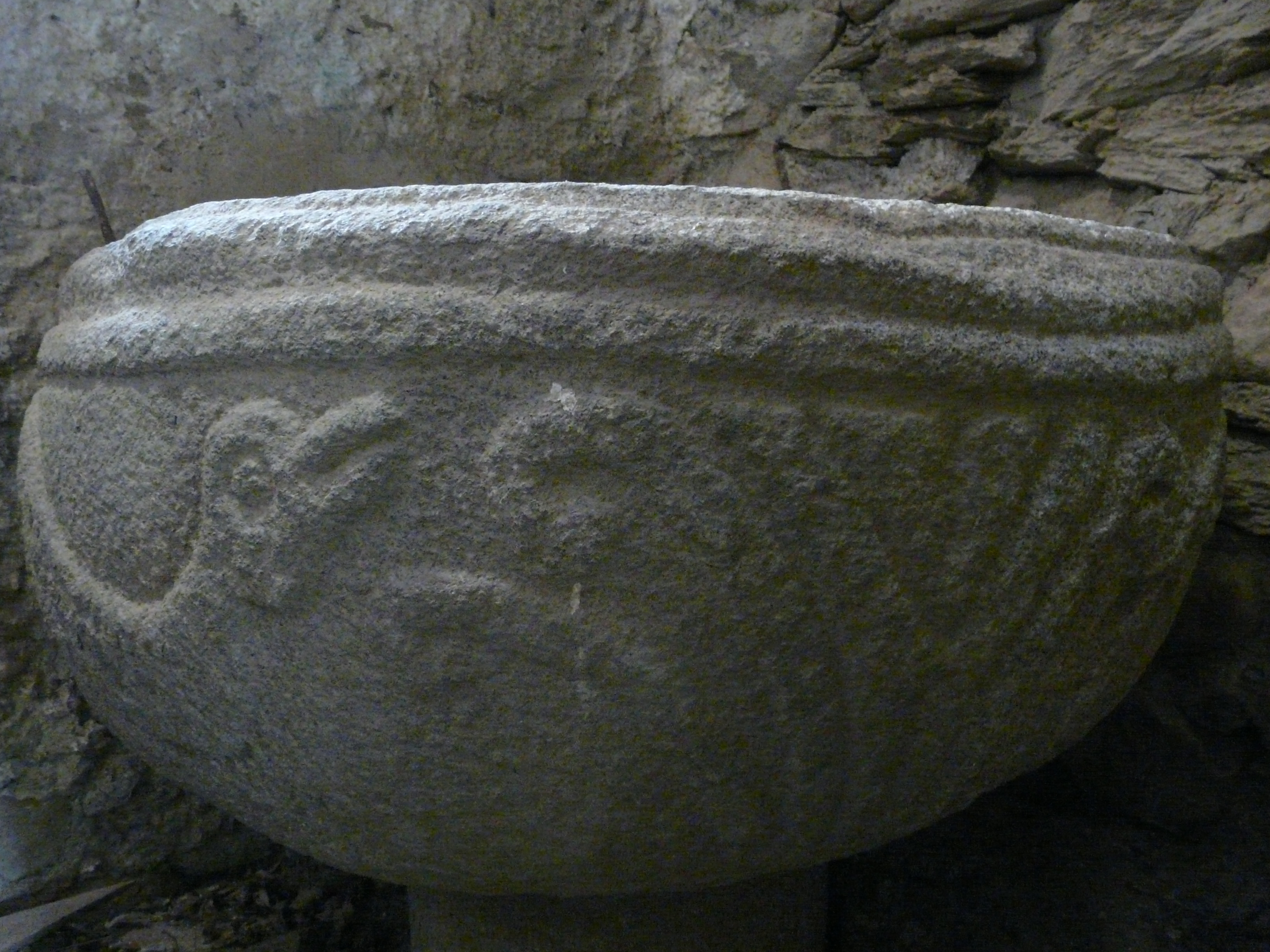
Pila con aves
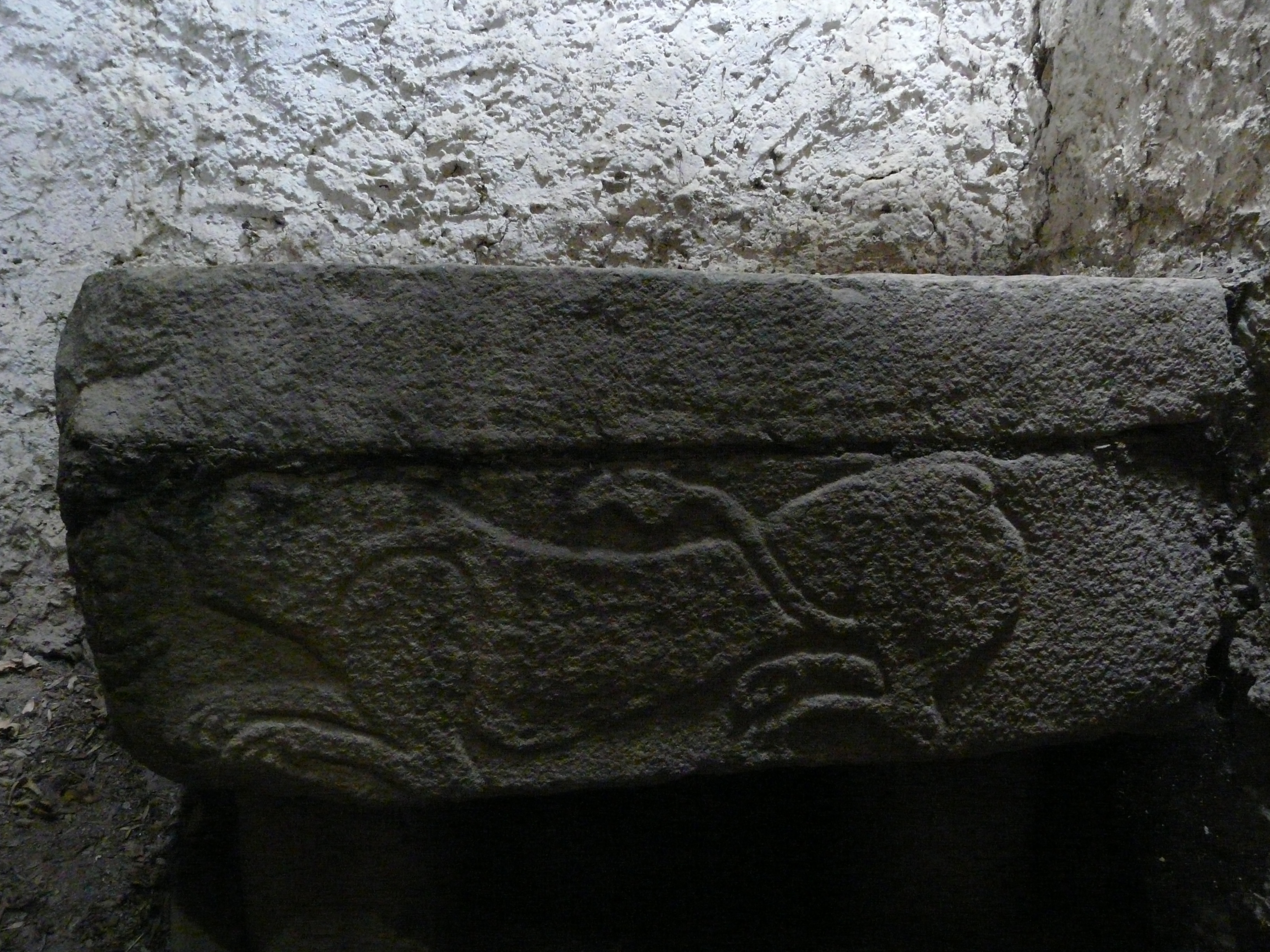
Pila con león